# De Buze
Buze Poppodium is een poppodium te Steenwijk in de Nederlands gemeente Steenwijkerland.

## Geschiedenis
In het gebouw was oorspronkelijk een zwembad en een school gevestigd. In 1974 werd dit gebouw in gebruik genomen als jongerencentrum. Het kreeg beschikking over een beroepskracht van sociaal cultureel werk. In die periode werden er jaarlijks vredesmarsen tegen atoomwapens gehouden op tweede kerstdag. De Buze organiseerde vanaf 1995 tot de verbouwing van 2015 ieder jaar het Stonehenge Festival. De Buze bood gaandeweg ruimte aan nieuwe stromingen, zoals de punkcultuur in de jaren 80.
Met de verbouwing in 2014 en 2015 tot multifunctioneel gebouw werd het naastliggende eethuisje gesloopt om het kerkje beter uit te doen komen. De vrijgekomen ruimte kreeg een invulling met nieuwbouw, bestaande uit een uitbreiding voor de Buze. De rooilijn van het kerkje, nieuwbouw en de Buze werden gelijkgetrokken.
Na een verbouwing van anderhalf jaar werd het jongerencentrum op 26 september 2015 heropend.
Met de verbouwing wil de zaal naast metal en punk breder gaan programmeren.
Sinds 2023 is de Buze geen onderdeel meer van het jongerenwerk en volledig zelfstandig geworden. Er wordt sindsdien dan ook een programma aangeboden voor een breder en ook ouder publiek. Naast metal en punk is er ruimte ontstaan voor bekendere bands, Bluesrock, Rock en Techno. 4 keer per jaar worden er Stonecity Sessions georganiseerd met (inter)nationale artiesten.
In 2024 bestaat De Buze 50 jaar en wordt er voor het poppodium een festival georganiseerd onder de naam A Rocktown Revival met o.a. Living Colour, Urban Dance Squad en Weekend at Waikiki.